# Roosevelt Skerrit
Roosevelt Skerrit (n. 8 iunie 1972, Roseau, Saint George Parish⁠(d), Dominica) este un politician dominican și prim-ministru al Dominicăi din 2004; el a fost, de asemenea, membru al Parlamentului pentru circumscripția Vieille Case din 2000. Pe plan regional, a ocupat funcția de președinte al Organizației Statelor din Caraibe de Est (OECS) și, cel mai recent, președinte al Comunității Caraibelor (CARICOM) în 2010.

## Prim ministru
Roosevelt Skerrit, cunoscut și sub numele „Roozey” de către unii dintre cei mai apropiați familia și prietenii săi, a devenit prim-ministru după moartea lui Pierre Charles în ianuarie 2004. La moartea lui Pierre Charles, Skerrit era membru al Parlamentului pentru circumscripția Vieille Case, funcție pe care a ocupat-o de la alegerea sa din februarie 2000. Pe lângă faptul că a fost prim-ministru, a mai ocupat funcția de ministru al Finanțelor din 2004, ministrul educației, sportului și tineretului și ministrul afacerilor externe și este liderul politic al Partidului Laburist din Dominica.
La preluarea funcției, Skerrit a devenit cel mai tânăr șef de guvern din lume, depășindu-l pe Joseph Kabila din Republica Democrată Congo. Odată cu victoria electorală a partidului său din mai 2005, Skerrit a devenit primul lider național ales în mod democratic, născut în anii '70. În decembrie 2010 Skerrit a rămas cel mai tânăr șef de guvern din emisfera occidentală și al treilea cel mai tânăr din lume, depășit doar de Andry Rajoelina din Madagascar și Igor Lukšić din Muntenegru.

## Controversă
În 2015, miliardarul chinez Ng Lap Seng a fost arestat de FBI. Acest lucru s-a datorat unei investigații în curs în legătură cu luarea de mită în cadrul ONU. Skerrit a fost fotografiat cu Ng cu puțin timp înainte ca acesta să fie arest. Wall Street Journal a declarat că Ng le-a spus asociaților că el a ajutat la a convinge Dominica să schimbe recunoașterea diplomatică a Chinei asupra Taiwanului. Partidul de opoziție l-a luat la întrebări pe Skerrit în această privință. Skerrit i-a informat că FBI nu era interesat de el.
O anchetă Al Jazeera din 2019 susține că Skerrit a primit bani în schimbul pașapoartelor și a reprezentării ambasadoriale.